# Irina Müller
Irina Müller –nombre de casada, Irina Weiße– (10 de octubre de 1951) es una deportista de la RDA que compitió en remo.
Participó en los Juegos Olímpicos de Montreal 1976, obteniendo una medalla de oro en la prueba de ocho con timonel. Ganó dos medallas de oro en el Campeonato Mundial de Remo, en los años 1974 y 1975, y dos medallas en el Campeonato Europeo de Remo, bronce en 1971 plata en 1973.

## Palmarés internacional
| Juegos Olímpicos   | Juegos Olímpicos         | Juegos Olímpicos  | Juegos Olímpicos   |
| Año                | Lugar                    | Medalla           | Prueba             |
| ------------------ | ------------------------ | ----------------- | ------------------ |
| 1976               | Montreal (Canadá)        | Medalla de oro    | Ocho con timonel   |
| 1980               | Moscú (URSS)             | Medalla de oro    | Ocho con timonel   |
| Campeonato Mundial |                          |                   |                    |
| Año                | Lugar                    | Medalla           | Prueba             |
| 1974               | Lucerna (Suiza)          | Medalla de oro    | Ocho con timonel   |
| 1975               | Nottingham (Reino Unido) | Medalla de oro    | Cuatro con timonel |
| Campeonato Europeo |                          |                   |                    |
| Año                | Lugar                    | Medalla           | Prueba             |
| 1971               | Copenhague (Dinamarca)   | Medalla de bronce | Cuatro con timonel |
| 1973               | Moscú (URSS)             | Medalla de plata  | Ocho con timonel   |